# Zieluń
Zieluń – wieś w Polsce położona w województwie mazowieckim, w powiecie żuromińskim, w gminie Lubowidz. Ma status sołectwa. Leży nad rzeką Wkrą. 

## Położenie geograficzne i administracyjne
Zieluń znajduje się na skraju Górznieńsko-Lidzbarskiego Parku Krajobrazowego na Równinie Urszulewskiej pomiędzy Pojezierzem Mazurskim, Wysoczyzną Ciechanowską i Pojezierzem Dobrzyńskim.
Prywatna wieś szlachecka położona była w drugiej połowie XVI wieku w powiecie sierpeckim województwa płockiego. W latach 1975–1998 miejscowość położona była w województwie ciechanowskim. Do 1954 roku siedziba wiejskiej gminy Zieluń.

## Czasy obecne
Według danych Urzędu Miasta i Gminy w Lubowidzu na 31 grudnia 2022 r. Zieluń liczył 283 mieszkańców. Od dawien dawna Zieluń podzielony jest na nieformalne dzielnice: Podruda (w stronę miejscowości Ruda – ulica Jagiellońska), Piaski (ulica Zygmuntowska i Polna), Zamost (za rzeką – ulica Piastowska), Batorówka (ulica Stefana Batorego), Łysa Góra (najdalej wysunięta część ulicy Stefana Batorego). Nazwy starszych ulic Zielunia pochodzą głównie od nazw dynastii i imion królów panujących w Polsce: Jagiellońska, Zygmuntowska, Piastowska, Stefana Batorego; poza tym występują ulice: Świętojańska (przy kościele), Szkolna (przy szkole), Polna i plac 1 Maja.
W miejscowości działa Ochotnicza Straż Pożarna, a przy niej młodzieżowa orkiestra dęta, która istnieje od 1915 r. W 1995 r. zdobyła ona I miejsce w Wojewódzkim Przeglądzie Orkiestr Dętych w Strzegowie, koncertowała w kraju i za granicą.
W miejscowości istnieje szkoła podstawowa, która w 2004 r. przyjęły imię Jana Pawła II.
W Zieluniu znajduje się stary ceglany młyn z początku XX wieku.

## Parafia
Zieluń jest siedzibą rzymskokatolickiej parafii św. Jana Nepomucena, należącą do dekanatu żuromińskiego w diecezji Płockiej. Parafia (pierwotnie Św. Trójcy) została erygowana 8 maja 1588 r. przez bpa Piotra Dunina Wolskiego. Kościół parafialny wielokrotnie płonął i był odbudowywany, a obecna murowana świątynia została wybudowana w latach 1872–1874 staraniem proboszcza ks. Stanisława Przetakiewicza i konsekrowana 5 maja 1885 r. przez bpa Henryka Kossowskiego. Tu otrzymał 21 lipca 1920 r. samodzielną placówkę ks. proboszcz Franciszek Giergielewicz (męczennik) i po 6 latach pracy w Zieluniu 3 grudnia 1926 r. został mianowany proboszczem w Płocku Radziwiu. Obecnie proboszczem jest ksiądz mgr Sławomir Rosiński.

## Historia
Dawniej Zieluń był miejscowością nadgraniczną. Odbywały się tu targi. Tędy szły wojska Władysława Jagiełły na bitwę pod Grunwaldem. Mieszkańcy brali czynny udział w powstaniach narodowych, m.in. w powstaniu styczniowym i listopadowym. Pod Zieluniem rozegrała się jedna z bitew powstania styczniowego. Świadczą o tym zbiorowe mogiły, pomniki na miejscowym cmentarzu ufundowane przez lokalną społeczność.
Również podczas II wojny światowej istniał w Zieluniu ruch oporu i partyzantka. 6 października 1942 r. hitlerowcy spędzili okoliczną ludność i w akcie odwetu za odbicie z miejscowego aresztu działacza ruchu oporu Anastazego Kołodziejskiego pseudonim „Gromek” powiesili 20 mieszkańców.
Zieluń ma także swoje legendy. Jedna z nich mówi o tunelu, który rzekomo biegnie pod miejscowością od remizy strażackiej i kościoła aż do cmentarza.

## Osoby związane z Zieluniem
- Helena Pilejczyk (z domu Majcher) – polska łyżwiarka szybka, multimistrzyni i rekordzistka Polski, srebrna medalistka mistrzostw świata, zdobywczyni brązowego medalu na Igrzyskach Olimpijskich w Squaw Valley w 1960 r.